# 崔氏 (趙元楷妻)
赵元楷妻崔氏（?—?），隋朝人物，出自清河崔氏，崔儦之女。
崔氏家有优良的教育传统，子女都遵守礼度。赵元楷父亲赵芬为仆射，家中富有，看重他的门望，厚礼聘请她。赵元楷很敬重崔氏，即使私宴，不苟言笑，进止容颜态度，一举一动符合礼仪。宇文化及造反，赵元楷跟随至河北，将要回长安。至滏口，遇盗贼攻掠，赵元楷仅以身免。崔氏为盗贼抓住，盗贼想要以她当妻子，崔氏对盗贼说：“我是士大夫之女，是仆射的儿媳，今日被你们抓住，自当受死。让我当贼人的老婆，绝不可能。”群贼撕毁她的衣服，身体裸露，绑在床席之上，将凌辱她。崔氏害怕被他们羞辱，假称说：“现在力气用光了，当听你们处置，不敢再反抗，请解绑缚。”贼于是放了他。崔氏于是穿上衣服，夺取盗贼佩刀，倚树而立：“想要杀我，任凭刀锯。如果想要寻死，就来相逼！”盗贼大怒，乱箭射杀。赵元楷后来抓住杀自己妻子的盗贼，把他们肢解了，来祭祀崔氏之灵柩。

## 延伸阅读
[在维基数据编辑]
 《北史·卷091》，出自李延壽《北史》
 《隋書·卷80》，出自魏徵《隋书》